# Jalpug (jezero)
Jalpug ali Jalpuh (ukrajinsko Озеро Ялпуг ali Ялпух) je jezero v Odeški oblasti na skrajnem jugozahodu Ukrajine, ki leži na poplavni ravnici severno od delte Donave blizu obale Črnega morja. Je podolgovate oblike, 39 km dolgo in 15 km široko, s 149 km² je največje naravno jezero v Ukrajini in eno večjih v Evropi. Njegova povprečna globina znaša 2 m.
Gre za največjega od limanov v zgodovinski pokrajini Besarabiji blizu obale Črnega morja. Glavni pritok je istoimenska reka, ki priteče s severa, ima pa tudi več povezav z delto Donave, skozi katere ob visokem vodostaju Donave voda teče v jezero in obratno. Jalpug na jugu ozek kleč loči od jezera Kugurluj, s katerim je povezan s prekopom.
Zaradi odročnosti je malo obiskano, glavna dejavnost okoliških prebivalcev je ribištvo. Poleg degradiranosti ekosistema zaradi preteklih posegov je glavna težava onesnaženost zaradi nizkih okoljskih standardov v Moldaviji, od koder s severa priteče glavni pritok, reka Jalpug. Po hidroloških merilih je voda onesnažena do zelo onesnažena, v glavnem s trdnimi delci, magnezijem, kloridi in sulfati. V zadnjih letih se stanje rahlo izboljšuje zaradi zmanjševanja uporabe gnojil in pesticidov v moldavskem kmetijstvu.
Ob koncu druge svetovne vojne je ozemlje pripadlo Sovjetski zvezi, kjer je bilo kot obmejno območje močno zastraženo in nedostopno. V zgodnjih 1960. letih je oblast pričela razvijati namakanje za izboljšanje pridelave žit na tem območju, kmalu po tistem pa je bil zagnan velikopotezen projekt namakalnega sistema Donava-Dnester, ki bi omogočil intenzivno kmetijstvo na sušnem stepskem območju med rekama. V sklopu tega so zgradili vrsto nasipov in kanalov, da bi regulirali Jalpug in ostala vodna telesa ter speljali vodo z njih na pridelovalna območja. Vendar je bil projekt v 1980. letih opuščen, saj namakanje šotaste prsti povzroča degradacijo, s čimer so na daljši rok le poslabšali rodovitnost. Infrastruktura ni več v uporabi, na njej izvajajo le najnujnejša vzdrževalna dela. Z regulacijo je bil prekinjen naravni proces rednega poplavljanja, ki odnaša nanose in čisti vodo. Kmalu so zaradi prekinitve selitvenih poti in slabšanja kakovosti vode propadle populacije avtohtonih krapov, ščuk, rdečeperk, linjev, ploščičev, rdečeok in jelševcev, zato so sčasoma začeli umetno vlagati tujerodni, invazivni ribi belega amurja in srebrnega tolstolobika, ki bolje prenašata evtrofikacijo, kar je povzročilo dokončen zlom naravnega ekosistema. Zdaj je tudi ribištvo na meji ekonomsko vzdržnega.